# Lonchocarpus stenopteris
Lonchocarpus stenopteris är en ärtväxtart som beskrevs av Henri François Pittier. Lonchocarpus stenopteris ingår i släktet Lonchocarpus och familjen ärtväxter. Inga underarter finns listade i Catalogue of Life.